# Arnières-sur-Iton
Arnières-sur-Iton és un municipi francès situat al departament de l'Eure i a la regió de Normandia. L'any 2007 tenia 1.647 habitants.

## Demografia

### Població
El 2007 la població de fet d'Arnières-sur-Iton era de 1.647 persones. Hi havia 628 famílies, de les quals 132 eren unipersonals (48 homes vivint sols i 84 dones vivint soles), 184 parelles sense fills, 252 parelles amb fills i 60 famílies monoparentals amb fills.
La població ha evolucionat segons el següent gràfic:
Habitants censats

### Habitatges
El 2007 hi havia 701 habitatges, 644 eren l'habitatge principal de la família, 18 eren segones residències i 39 estaven desocupats. 673 eren cases i 26 eren apartaments. Dels 644 habitatges principals, 505 estaven ocupats pels seus propietaris, 129 estaven llogats i ocupats pels llogaters i 10 estaven cedits a títol gratuït; 9 tenien una cambra, 11 en tenien dues, 58 en tenien tres, 176 en tenien quatre i 390 en tenien cinc o més. 526 habitatges disposaven pel capbaix d'una plaça de pàrquing. A 278 habitatges hi havia un automòbil i a 330 n'hi havia dos o més.

### Piràmide de població
La piràmide de població per edats i sexe el 2009 era:
| Homes | Edats   | Dones |
| ----- | ------- | ----- |
| 0     | 95 o +  | 4     |
| 4     | 90 a 94 | 0     |
| 0     | 85 a 89 | 8     |
| 8     | 80 a 84 | 12    |
| 24    | 75 a 79 | 32    |
| 24    | 70 a 74 | 16    |
| 28    | 65 a 69 | 36    |
| 48    | 60 a 64 | 48    |
| 52    | 55 a 59 | 52    |
| 64    | 50 a 54 | 48    |
| 64    | 45 a 49 | 72    |
| 72    | 40 a 44 | 72    |
| 56    | 35 a 39 | 72    |
| 44    | 30 a 34 | 44    |
| 24    | 25 a 29 | 12    |
| 40    | 20 a 24 | 32    |
| 52    | 15 a 19 | 64    |
| 56    | 10 a 14 | 68    |
| 68    | 5 a 9   | 36    |
| 28    | 0 a 4   | 12    |

## Economia
El 2007 la població en edat de treballar era de 1.077 persones, 820 eren actives i 257 eren inactives. De les 820 persones actives 761 estaven ocupades (382 homes i 379 dones) i 59 estaven aturades (28 homes i 31 dones). De les 257 persones inactives 99 estaven jubilades, 88 estaven estudiant i 70 estaven classificades com a «altres inactius».

### Ingressos
El 2009 a Arnières-sur-Iton hi havia 624 unitats fiscals que integraven 1.652 persones, la mediana anual d'ingressos fiscals per persona era de 20.950 €.

### Activitats econòmiques
Dels 31 establiments que hi havia el 2007, 1 era d'una empresa de fabricació d'altres productes industrials, 10 d'empreses de construcció, 5 d'empreses de comerç i reparació d'automòbils, 2 d'empreses d'informació i comunicació, 3 d'empreses financeres, 2 d'empreses immobiliàries, 6 d'empreses de serveis i 2 d'entitats de l'administració pública.
Dels 8 establiments de servei als particulars que hi havia el 2009, 1 era un paleta, 1 guixaire pintor, 3 fusteries i 3 lampisteries.

## Equipaments sanitaris i escolars
El 2009 hi havia 1 escola maternal i 1 escola elemental.

## Poblacions més properes
El següent diagrama mostra les poblacions més properes.